# Negosavlje
Negosavlje es un pueblo ubicado en la municipalidad de Medveđa, en el distrito de Jablanica, Serbia.

## Superficie
Posee una superficie de 5,294 kilómetros cuadrados.

## Demografía
Hasta 2011 la población era de 413 habitantes, con una densidad de población de 78,02 habitantes por kilómetro cuadrado.